# Disturbis del Tibet de 2008
Els disturbis del Tibet de 2008 foren una serie de protestes, manifestacions i túmuls violents que van començar el 10 de març a la capital Lhasa, es van estendre a d'altres monestirs i zones tibetanes inclosa la Regió Autònoma del Tibet, i que van provocar la mort de 18 civils i 382 ferits segons fons oficials xinesses, o 80 monjos morts i un total de 209 víctimes mortals durant els dies de les manifestacions a les zones poblades del Tibet, segons el govern tibetà a l'exili.
El que va començar originalment el Dia de l'aixecament tibetà — dia del 49 aniversari de l'aixecament tibetà de 1959 contra el domini xinès — i pocs mesos abans dels Jocs Olímpics de Beijing de l'any 2008, amb manifestacions pacífiques dels monjos budistes que exigeixen l'alliberament dels seus companys monjos empresonats a l'octubre de 2007, es van transformar en protestes violentes, reclams per la independència, incendis, saquejos i violència ètnica sobre els han i hui el 14 de març. La policia va intervenir per evitar que el conflicte augmentés encara més; al mateix temps però, en resposta, varen sorgir arreu de ciutats d'Amèrica del Nord i Europa, protestes que majoritàriament donaven suport als tibetans, i foren atacades 18 ambaixades i consultats xinesos.
Segons l'administració xinesa que governava el Tibet, els disturbis varen ser motivats pel separatisme i organitzats pel Dalai Lama, que va negar l'acusació i va dir que la situació va ser causada pel gran malestar que hi havia al Tibet. Durant els aldarulls, les autoritats xineses van prohibir que els mitjans de comunicació estrangers i Hong Kong accedissin i informessin sobre els esdeveniments i els mitjans locals inicialment van minimitzar-los. Només James Miles, un corresponsal de The Economist que es trobava a la zona de viatge va obtenir l'aprovació per quedar-se una setmana que va coincidir amb l'escalada del conflicte i, segons el qual, la resposta policial antidisturbis xinesa fou temerària i es «tractava principalment d'una erupció de l'odi ètnic». El 19 de març l'exèrcit xinès va enviar milers d'efectius a Lhasa per mantenir el control de la província alhora que tancà qualsevol mena d'accés a la comunitat autònoma del Tibet (fou parcialment oberta de nou el 26 de juny), i el 21 de març, la presidenta de la Cambra de representants dels Estats Units, Nancy Pelosi, des de Dharamsala al nord de l'Índia, va instar la comunitat internacional a denunciar el que va qualificar com la «opressió» xinesa al Tibet.